# Mračaj (Uskoplje, BiH)
Mračaj je naseljeno mjesto u općini Uskoplje, Federacija Bosne i Hercegovine, BiH.

## Stanovništvo

### 1991.
Nacionalni sastav stanovništva 1991. godine, bio je sljedeći:
ukupno: 279
- Hrvati - 275
- Jugoslaveni - 4

### 2013.
Nacionalni sastav stanovništva 2013. godine, bio je sljedeći:
ukupno: 242
- Hrvati - 239
- Srbi - 2
- ostali, neopredijeljeni i nepoznato - 1

## Rudarstvo
Na Mračaju su zabilježeni najraniji tragovi rudarstva u ovome kraju. U antici su na Mračaju bila rimska rudarska okna. Također su se rude vadile i za austrougarske uprave nad BiH.